# Stepenitztal
Stepenitztal – miejscowość i gmina w Niemczech, w kraju związkowym Meklemburgia-Pomorze Przednie, w powiecie Nordwestmecklenburg, wchodzi w skład Związku Gmin Grevesmühlen-Land. Powstała 25 maja 2014 z połączenia gmin Börzow, Mallentin oraz Papenhusen, które stały się jej dzielnicami. Siedziba gminy znajduje się w mieście Grevesmühlen.